# Rohrsen

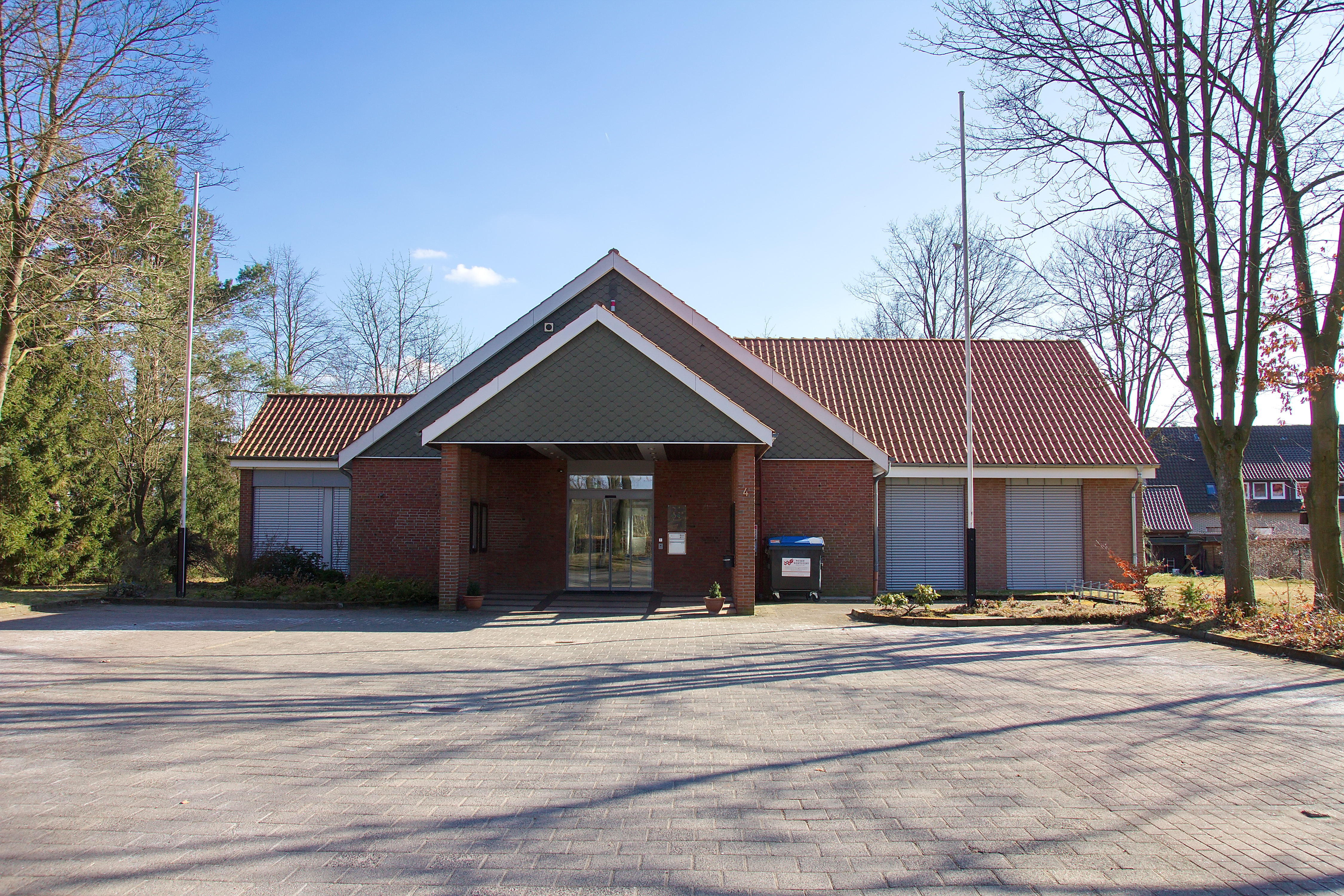
Rathaus

Rohrsen ist eine Gemeinde in der Samtgemeinde Heemsen, Landkreis Nienburg/Weser; Niedersachsen. Rohrsen ist der Sitz der Samtgemeindeverwaltung.

## Geschichte
Die Gemeinde liegt an der Weser. Durch den Schilfbewuchs nannte sich die Hufe schon in frühester Zeit „Rohrsen“ (eine Kombination von „Rohr“ und „Hausen“). Ursprünglich war die Gemeinde Teil der Grafschaft Wölpe. Sie wurde 1302 erstmals urkundlich erwähnt, als die Gemeinde an den Herzog von Braunschweig, Otto der Strenge, verkauft wurde.
Im Dreißigjährigen Krieg wurden ab 1640 bei Rohrsen Schanzen zur Überwachung des Schiffsverkehrs über die Weser aufgeworfen und mit Musketieren besetzt. Die Schanzen sind teilweise heute noch zu besichtigen und liegen unmittelbar am Weserradweg (siehe Schanze bei Rohrsen). Zwischen 1675 und 1679 wurde die Alte Schanze durch den Calenberger Fürsten Johann Friedrich wegen der Auseinandersetzungen mit den Schweden erneut mit Geschützen bestückt. Noch vor 1740 wurden die Neue Schanze, die strategisch günstiger als die Alte Schanze lag, und die Balger Schanze auf der gegenüberliegenden Seite abgetragen.

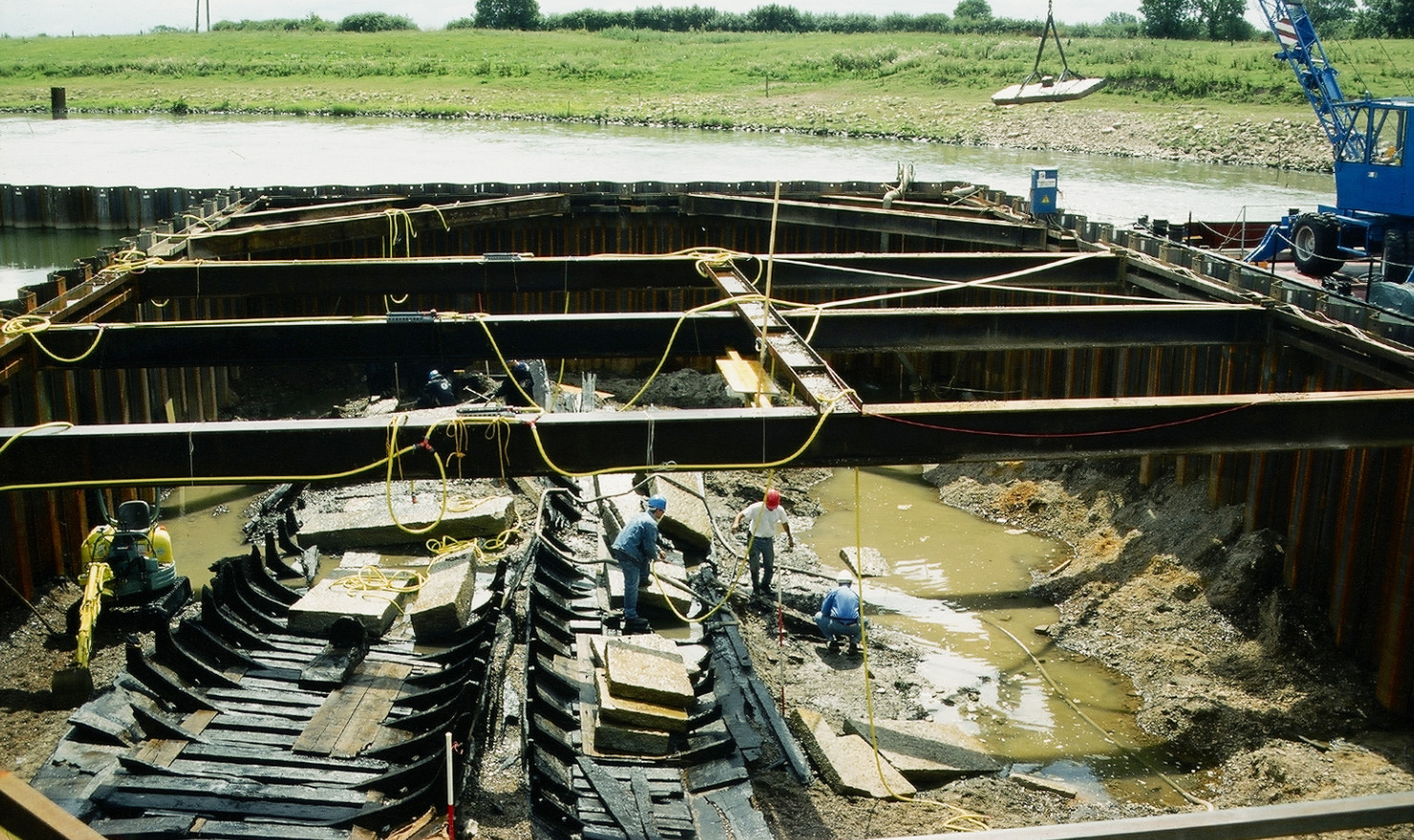
Die Lastkähne während der Ausgrabung in einem Spundwandkasten

Die Untiefen der Weser waren Ursache mehrerer Schiffsunglücke. Im Jahre 1999 barg der Schleswiger Archäologe Willi Kramer im Auftrag des Weserrenaissance-Museums (Lemgo) zwei hölzerne Lastkähne mit Obernkirchener Sandsteinen. Die Kähne waren im Jahre 1769 in einer gefährlichen Weserkurve untergegegagen. Die Wracks sind im LWL-Industriemuseum Schiffshebewerk Henrichenburg zu sehen.
Während des Zweiten Weltkrieges befand sich bei Rohrsen ein Lazarettlager für russische  Kriegsgefangene. Die Gedenkstätte Heemsen (Samtgemeinde Heemsen) betreut das Areal und den Friedhof, auf dem 740 Rotarmisten beerdigt sind.

## Politik

### Gemeinderat
Der Rat der Gemeinde Rohrsen setzt sich seit dem Jahr 2021 aus elf Mitgliedern zusammen. Die Ratsmitglieder werden durch eine Kommunalwahl für jeweils fünf Jahre gewählt. Bei der letzten Kommunalwahl 2021 ergab sich folgende Sitzverteilung:
| Gemeinderat 2021Insgesamt 11 Sitze - SPD: 4 - Grüne: 1 - WG: 1 - CDU: 5 | Gemeinderatswahl 2021Wahlbeteiligung: 61,63 % 50403020100 47,4 %32,7 %14,0 %5,9 % CDUSPDWGcGrüneAnmerkungen:c Wählergemeinschaft Gemeinde Rohrsen |

Die vorherigen Kommunalwahlen ergaben folgende Sitzverteilungen:
| Wahljahr | CDU | SPD | WG | Gesamt  |
| -------- | --- | --- | -- | ------- |
| 2016     | 5   | 2   | 2  | 9 Sitze |

### Bürgermeister
In der konstituierenden Sitzung 2021 wurde Fritz Bormann (CDU) erneut zum Bürgermeister gewählt.

## Kultur und Sehenswürdigkeiten

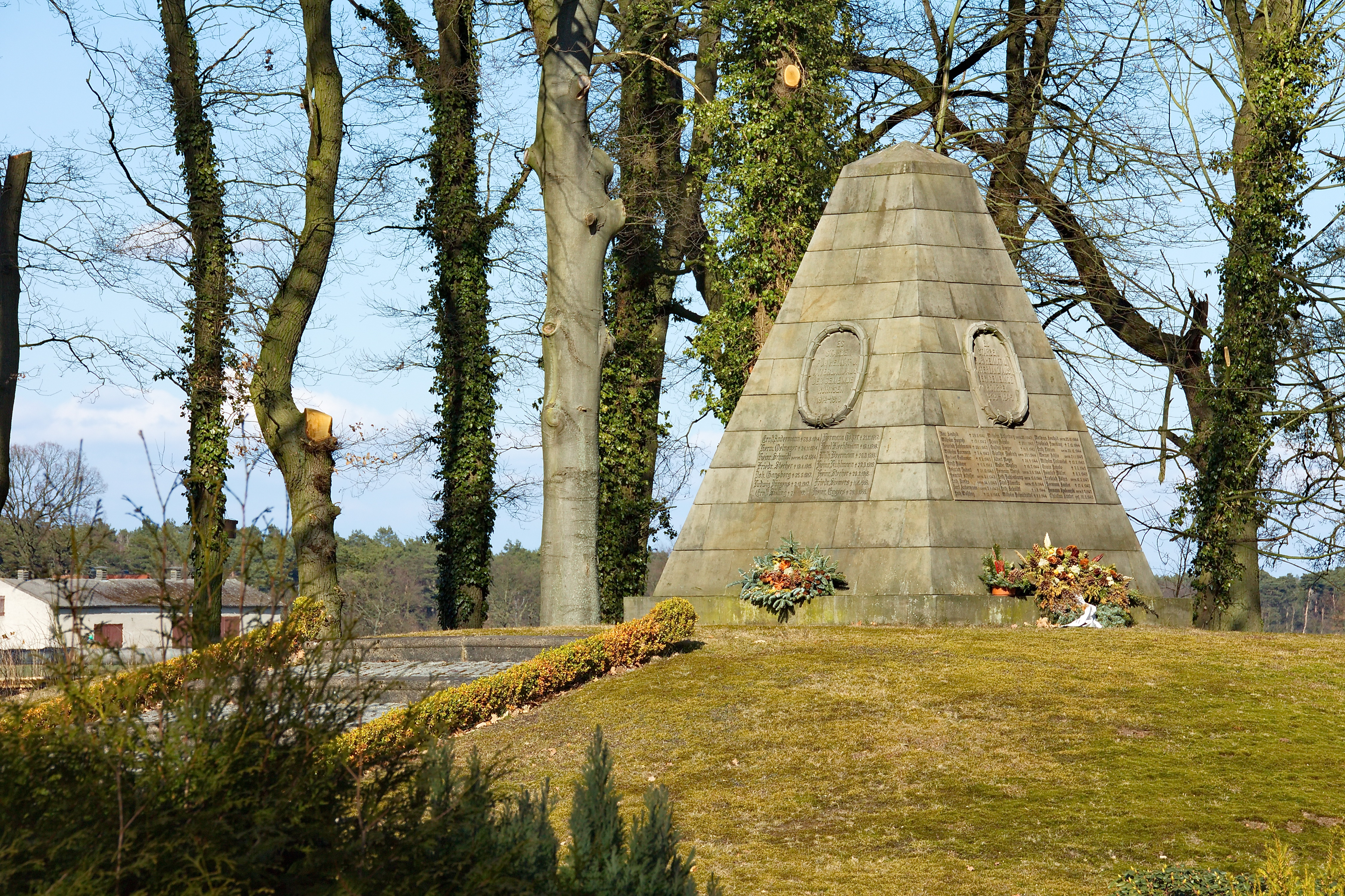
Kriegerdenkmal
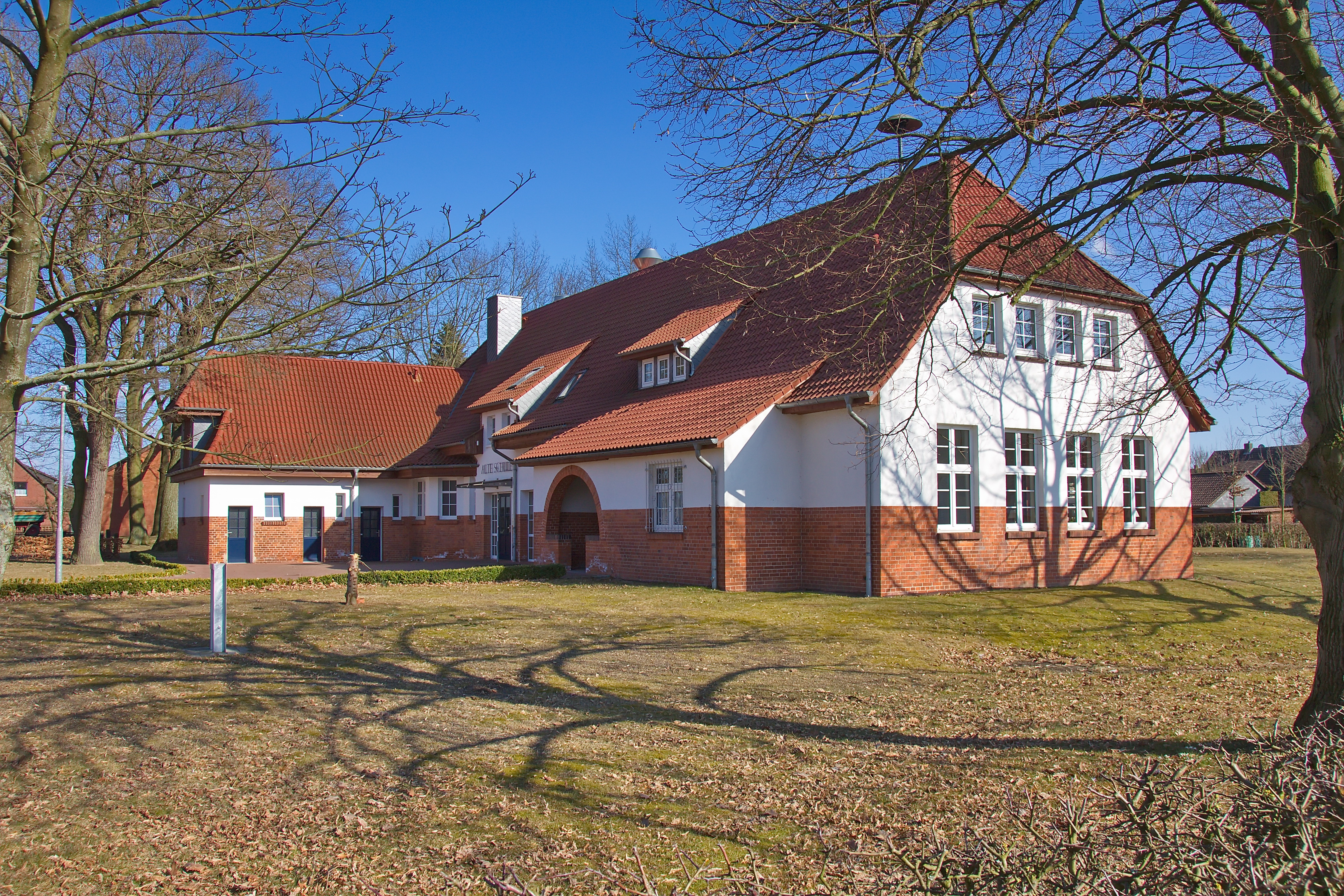
Alte Schule
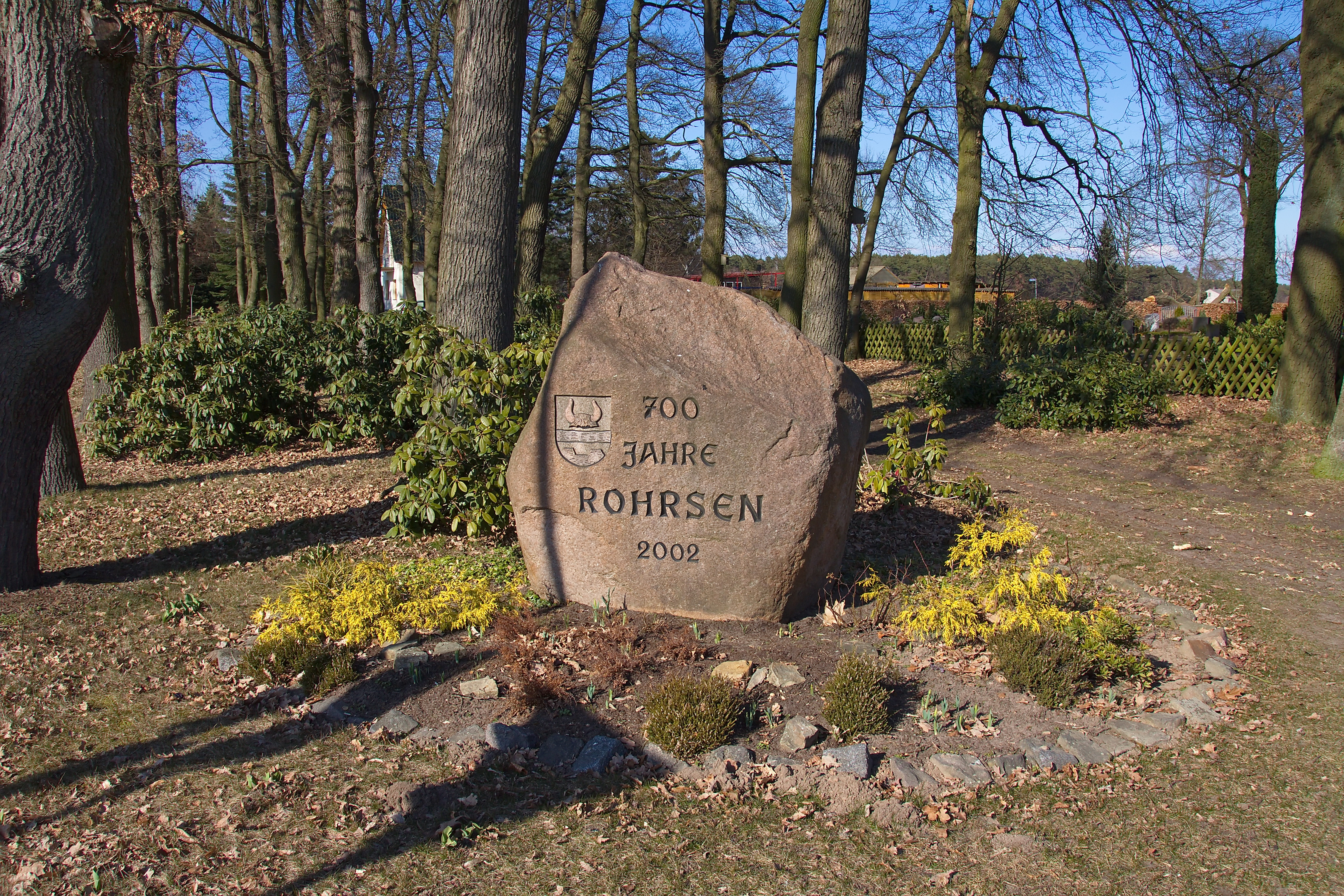
Gedenkstein 700 Jahre Rohrsen
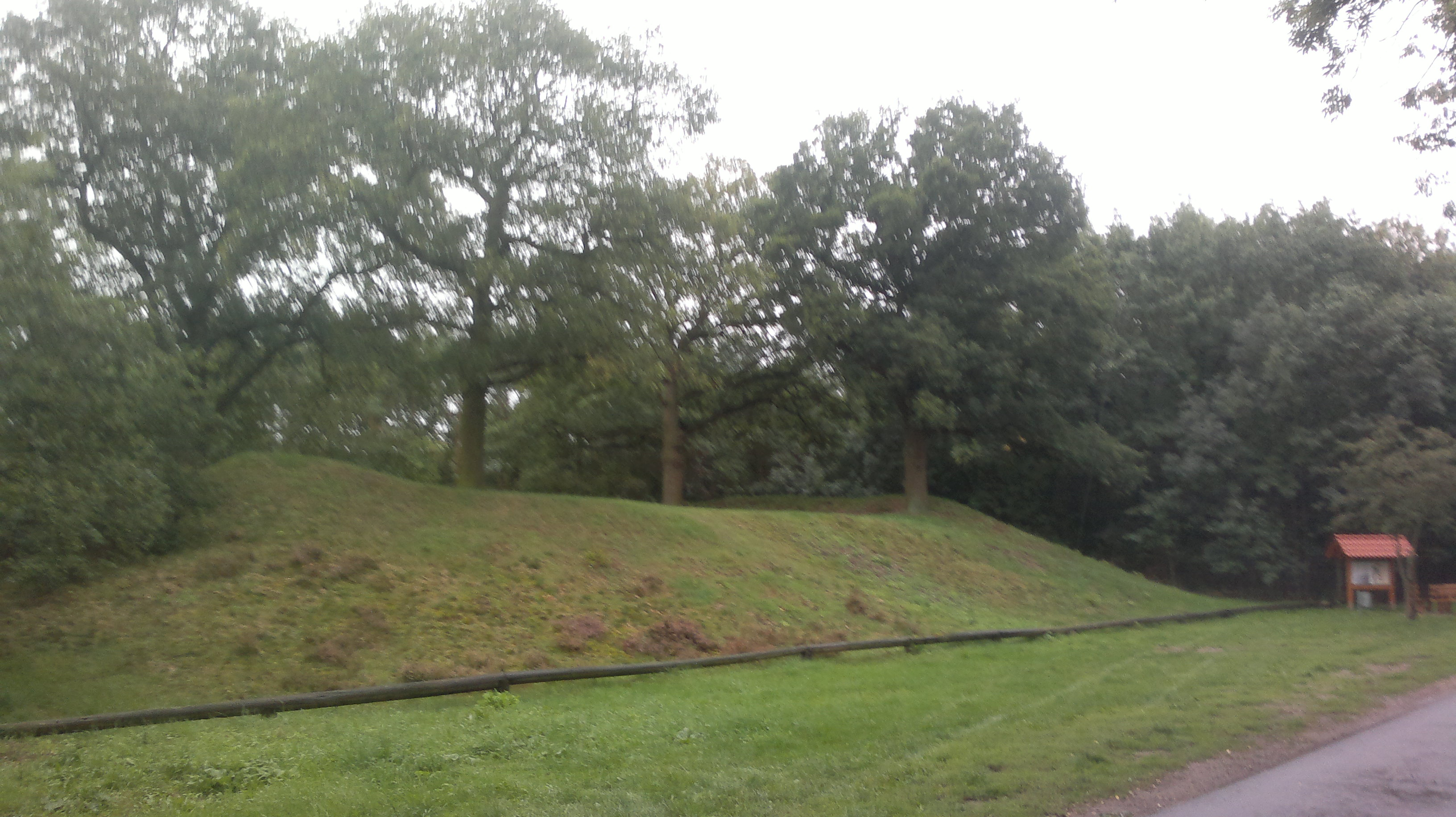
Die Alte Schanze bei Rohrsen ist ein Bodendenkmal

## Wirtschaft und Infrastruktur

### Öffentliche Einrichtungen
Die renovierte „Alte Schule“ bietet den Rohrsener Vereinen Räumlichkeiten für ihre Aktivitäten. Dazu gehören unter anderem ein Schützenstand und ein Proberaum für den Spielmannszug. Nach Voranmeldung können dort auch Familienfeiern abgehalten werden.
Im nördlichen Gemeindebereich von Rohrsen befindet sich die Leistungsprüfungsanstalt für Schweine, eine Einrichtung der Landwirtschaftskammer Niedersachsen. Dort ist auch eine Eberbesamungsstation untergebracht.

### Verkehr
Rohrsen liegt an der Bundesstraße 209 (Richtung Walsrode), die hier in die Bundesstraße 215 nach Verden (Aller) und Nienburg/Weser einmündet. Durch die Gemeinde verläuft die Bahnstrecke Wunstorf–Bremen. Seit 1847 besteht dort ein Bahnhof, der, nachdem 1978 der Personennahverkehr und 1990 der Güterverkehr eingestellt wurde, lediglich noch als Betriebsbahnhof genutzt wird.

## Persönlichkeiten
- Heinrich Schmidt (1910–1988), Mitglied des Niedersächsischen Landtages und Landwirt